# Accident d'un C-130 de l'armée de l'air nigériane
Le 26 septembre 1992, un Lockheed C-130 Hercules de la Force aérienne nigériane, immatriculé NAF911, s'écrase 3 minutes après son décollage de Lagos, au Nigeria. Les 159 personnes à bords, dont 8 ressortissants étrangers, meurent dans l'accident.

## Déroulement
L'appareil effectuait un vol privé reliant Lagos à Kaduna, au Nigeria. Tous les passagers étaient des officiers de rang intermédiaire qui étaient à Lagos dans le cadre d'une formation. Le vol décolle vers 17 h 30. Immédiatement après le décollage, un moteur tombe en panne, suivi d'un deuxième peu après. L'équipage tentent de faire amerrir l'avion à pleine charge dans le canal d'Ejigbo, mais un troisième moteur est tombe alors également en panne. L'appareil pique du nez et s'écrase dans une mangrove.
Aucun manifeste n'avait été rempli, ce qui rend difficile l'estimation précise du nombre de personnes à bord. Certains rapports affirment que 163 personnes étaient à bord, d'autres 174 ou même 200, dont des civils non identifiés et d'éventuels militaires qui ont profité du vol pour rejoindre leur base,.
Cependant, un total de 151 officiers nigérians, 5 ghanéens, 1 tanzanien, 1 zimbabwéen et 1 ougandais sont confirmés[Quand ?] comme ayant été tués dans le crash.